# Хорошавка
Хороша́вка (рос. Хорошавка) — селище у складі Благовіщенського району Алтайського краю, Росія. Входить до складу Суворовської сільської ради.

## Населення
Населення — 145 осіб (2010; 207 у 2002).
Національний склад (станом на 2002 рік):
- росіяни — 93 %